# Долгая (приток Кюно)
Долгая — река в России, протекает по Муезерскому району Карелии.
Протекает через озёра Верхняя Питька и Нижняя Питька, принимает правый приток из озёр Мандыналампи, Койвалампи и Коркулампи. Устье реки находится в 2,4 км от устья реки Кюно по левому берегу. Длина реки составляет 24 км, площадь водосборного бассейна — 94 км².

## Данные водного реестра
По данным государственного водного реестра России относится к Балтийскому бассейновому округу, водохозяйственный участок реки — Реки Карелии бассейна Балтийского моря на границе РФ с Финляндией, включая оз. Лексозеро. Относится к речному бассейну реки Реки Карелии бассейна Балтийского моря.
Код объекта в государственном водном реестре — 01050000112102000010143.